# Гёйтала
Гёйтала (азерб. Göytala), до 1991 года — Ганачтала или Каначтала (азерб. Qanaçtala, Ганачтала) — село в Шушинском районе Азербайджана, является центром Гёйталинского сельского административно-территориального округа.

## География
Село Гёйтала входит в состав Гёйталинского сельского административно-территориального округа Шушинского района, при этом село Гёйтала является центром этого сельского административно-территориального округа. Село расположено на высоте 1314 м в юго-западной части Шушинского района.

## Население
До переход под контроль сил НКР село имело преимущественно азербайджанское население. По данным переписи 1921 года, в селе совместно с тремя остальными сёлами проживало 843 человека — все азербайджанские тюрки (азербайджанцы). По данным на 1986 год, в селе проживало 111 человек — все азербайджанцы.

## История
В советский период село входило в состав Шушинского района который в свою очередь входил в состав Нагорно-Карабахской автономной области (НКАО) Азербайджанской ССР.
2 сентября 1991 года на совместной сессии Нагорно-Карабахского областного и Шаумяновского районного Советов народных депутатов была принята Декларация о провозглашении Нагорно-Карабахской Республики в границах Нагорно-Карабахской автономной области (НКАО) и сопредельного Шаумяновского района Азербайджанской ССР.
26 ноября 1991 года Верховный Совет Азербайджанский Республики принял Закон "Об упразднении Нагорно-Карабахской автономной области Азербайджанской Республики", согласно которому среди прочего Шушинский район был включён в число районов республиканского подчинения.  Решением Верховного Совета Азербайджанской Республики от 7 февраля 1991 года село Ганачтала было переименовано в Гёйтала.
В результате Карабахского конфликта, населённый пункт в начале 1990-х годов был занят армянскими вооружёнными формированиями и стал контролироваться непризнанной Нагорно-Карабахской Республики (НКР). Азербайджанское население покинуло село. Согласно административно-территориальному делению Нагорно-Карабахской Республики населённый пункт назывался Канач Тала (арм. Կանաչ թալա) и входил в состав Шушинского района НКР. Село сильно пострадало в результате Карабахского конфликта.
Согласно Трёхстороннему Заявлению в ночь с 9 по 10 ноября 2020 года, подписанному по итогам Второй карабахской войны, село перешло под контроль Российских миротворческих сил.
В результате боевых действий произведённых Вооружёнными Силами Азербайджана в Карабахе 19-20 сентября 2023 года, село было возвращено под контроль Азербайджана.